# هرناندية نصيلية
هرناندية نصيلية (الاسم العلمي:Hernandia rostrata) هي نوع غير مؤكد من النباتات تتبع جنس الهرناندية من فصيلة الهرنانديات.